# Job 38
Job 38 es el capítulo trigesimoctavo de los capítulos del Libro de Job en la Biblia hebrea o el Antiguo Testamento del cristianismo . El libro es anónimo; la mayoría de los estudiosos creen que fue escrito alrededor del siglo VI a. C. Este capítulo recoge la «respuesta» de Dios a las acusaciones vertidas por Job en capítulos anteriores.

## Texto
El texto original está escrito en lengua hebrea. Este capítulo se divide en 41 versículos.

### Testimonios textuales
Algunos manuscritos antiguos que contienen el texto de este capítulo en hebreo pertenecen al Texto masorético, que incluye el Códice de Alepo (siglo X) y el Codex Leningradensis (1008). Se encontraron fragmentos que contienen partes de este capítulo en hebreo entre los Rollos del Mar Muerto, incluyendo 4Q100 (4QJobb; 50–1 a. C.) con los versículos 15–17 conservados.

## Análisis
La estructura del libro es la siguiente:
- Prólogo (capítulos 1-2)
- Diálogo (capítulos 3-31)
- Veredictos (32:1-42:6)
- Epílogo (42:7-17)

Dentro de esta estructura, el capítulo 38 forma parte de la sección «Veredictos», con el siguiente esquema:
- El veredicto de Eliú (32:1–37:24)
- La aparición de Dios (discursos de Yahvé) y las respuestas de Job (38:1–42:6)
  - Primer discurso de Dios (38:1–40:2)
    - Versículo temático y convocatoria (38:1–3)
    - El mundo físico (38:4–38)
    - La Tierra física (38:4–7)
    - El mar (38:8–11)
    - La mañana (38:12–15)
    - Los límites exteriores de la Tierra (38:16–18)
    - La luz y las tinieblas (38:19–21)
    - Las aguas: nieve, granizo, lluvia, escarcha, hielo (38:22-30)
    - Los cuerpos celestes (38:31-33)
    - Las tormentas (38:34-38)

  - El mundo animal (38:39–40:2)
    - Dios provee para los leones y los cuervos (38:39–41)
    - Las cabras montesas (39:1–4)
    - El asno salvaje (39:5–8)
    - El buey salvaje (39:9–12)
    - El avestruz (39:13–18)
    - El caballo de guerra (39:19–25)
      - El halcón y el águila (39:26–30)

    - Breve desafío para responder (40:1–2)

  - Primera respuesta de Job: una respuesta insuficiente (40:3–5)
  - Segundo discurso de Dios (40:6–41:34)
  - Segunda respuesta de Job (42:1–6)

Los discursos de Dios en los capítulos 38–41 pueden dividirse en dos partes, ambas comenzando con frases casi idénticas y con una estructura similar:
| Primer discurso                                                                                              | Segundo discurso |
| --- | --- |
| A. Fórmula introductoria (38:1)                                                                              | A1. Fórmula introductoria (40:6) |
| B. Desafío temático (38:2–3) i. Tema A (versículo clave – versículo 2) ii. Convocatoria (versículo 3)        | B1. Desafío temático (40:7–14) i. Convocatoria (versículo 7) ii. Tema B (versículo clave – versículo 8) iii. Desafío ampliado (versículos 9–14) |
| C, Particularización del tema i. En el mundo físico (38:4–38) ii. En los reinos animal y aviar (38:39–39:30) | C1, Particularización del tema i. Con Behemoth (40:15–24) ii. Con Leviatán (41:1–34)                                                            |
| D. Breve desafío a responder (40:1–2)                                                                        | |

La revelación del Señor a Job es la culminación del libro de Job, en la que el Señor le habla directamente y le muestra su poder soberano y su gloria. Job ha vivido el sufrimiento sin maldecir a Dios, manteniendo su integridad y sin arrepentirse en ningún momento, pero desconocía la verdadera razón de su sufrimiento, por lo que Dios interviene para resolver las cuestiones espirituales que han surgido. Job no fue castigado por el pecado y su sufrimiento no lo había separado de Dios, ahora Job ve el final, el punto en el que no puede tener el conocimiento para hacer las evaluaciones que hizo, por lo que es más sabio inclinarse en sumisión y adoración a Dios que tratar de juzgarlo.
El primer discurso se centra en el diseño y el control de Dios sobre el mundo (versículo 2; en contraste con el conocimiento limitado de Job), mientras que el segundo discurso plantea la cuestión de la justicia de Dios (versículo 8; en contraste con Job, que busca justificarse a sí mismo).

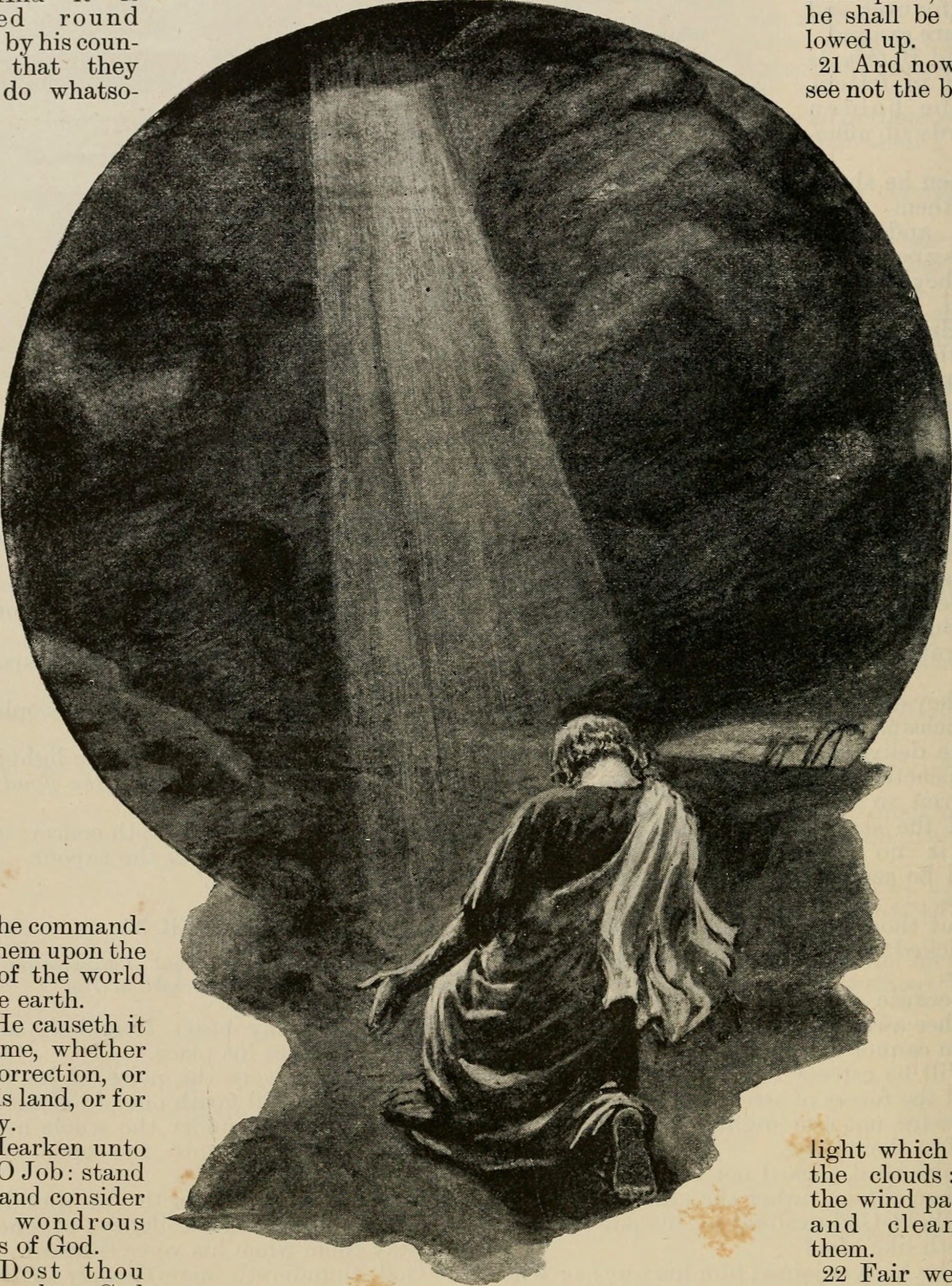
«Fuera del torbellino», de: La Biblia ilustrada, que comprende el Antiguo y el Nuevo Testamento, con numerosas ilustraciones (1896). Londres: G. Newnes.

## Versículo temático y convocatoria (38:1–3)
El versículo 1 vuelve a presentar a Dios como YHWH, que habla desde el torbellino (una palabra diferente a la de Job 37:9). El discurso de Dios comienza con la pregunta «¿Quién?», pero no pretende que Job se identifique, sino explicar por qué Job adopta la postura actual hacia Dios (versículo 2), por lo que, a pesar de considerarse correcto, la comprensión de Job es demasiado limitada para ver los propósitos de Dios.

### Versículo 1
Entonces el Señor respondió a Job desde el torbellino y dijo:
- Referencia cruzada: Job 40:6
- «Tormenta»: o «tormenta», un acompañamiento común de una teofanía (véase Ezequiel 1:4; Nahúm 1:3; Zacarías 9:14).[19] Era una señal de la llegada de YHWH antes de hablar al pueblo de Israel (Éxodo 19:16–20:21).[20] En la primera parte del libro de Job, una tormenta causó el dolor de Job (Job 1:19; 9:17), y ahora se convierte en el escenario de la comunicación directa de YHWH con Job.[20]

## Los misterios de los mundos físicos de Dios (38:4–41)
Después de plantearle el desafío a Job (38:1–3), el discurso de Dios abarca los misterios de la tierra y el cielo que están más allá del entendimiento de Job (4–38) y los misterios de la vida de los animales y las aves que superaban el entendimiento de Job (38:39–39:30). El punto clave aquí, tal y como se introduce con las preguntas «quién» (versículos 5-6), es mostrar lo limitado que es el conocimiento de Job para comprender toda la situación. El uso de ilustraciones alegres (casi cómicas) suaviza el cuestionamiento de Dios a Job, que no pretende ser una fuerte reprimenda, sino abrirle los «ojos».

### Versículo 8
«¿Quién cerró el mar con puertas,»
Cuando brotó y salió del seno materno?
Crenshaw señala que el narrador utiliza la imagen de una comadrona que ayuda (en este versículo) en el nacimiento de los mares y (en los versículos siguientes) en «vestirlos» con nubes y oscuridad.

### Versículo 31
[YHWH dijo:] ¿Puedes atar el racimo de las Pléyades,
o desatar el cinturón de Orión?
- «Racimo»: traducido del hebreo מַעֲדַנּ֣וֹת, ma-‘ă-ḏan-nō-wṯ,[25] que se encuentra aquí y en HE,[26] o posiblemente en Job 31:36 («atar»; con una «metátesis» o una «inversión de consonantes»).[27]
- «Pléyades (astronomía)»: o «las Siete Estrellas».[28]

## Comentarios

### De la Iglesia católica

#### A los versículos 1-3
La introducción a los discursos ofrece elementos esenciales para su comprensión. Emplea el nombre propio del Dios de Israel, el Señor (Yhwh), como en el prólogo (2,1-7) y el epílogo (42,7-17), a diferencia de los diálogos, donde se utilizan designaciones genéricas como El, Eloah, Elohim o Sadday. Con ello se resalta que la verdadera sabiduría pertenece al Dios de Israel y que Él la comunica a su pueblo. También se subraya la acción de hablar de Dios: «Respondió… diciendo». Bastaría la teofanía «desde el seno del torbellino» —el mismo fenómeno que arrebató a Elías al cielo (2 Reyes 2,1.11) y que acompaña las manifestaciones escatológicas del Señor — para cumplir el anhelo de Job de encontrarse con Él. Sin embargo, al dirigirse a Job con palabras, Dios le concede un privilegio semejante al de los patriarcas y Moisés, con quienes dialogaba directamente, elevando así la dignidad del protagonista. La frase «Yo te preguntaré y tú me instruirás» (v. 3), en línea con la ironía presente en otros pasajes del discurso, concede a Job el papel de interlocutor y lo presupone capaz de responder a cuestiones fundamentales y a razonamientos sapienciales que se expondrán a continuación. El propósito no es humillarlo, sino motivarlo para que reciba con disposición la enseñanza que está por darle. En el Antiguo Testamento, el término '‘esah' aparece siempre vinculado a la intervención de Dios en la historia de los pueblos y de las personas. En este pasaje, además de aludir al gobierno del universo, designa también la acción divina en la vida marcada por el sufrimiento de Job, precisamente la que él ha cuestionado. El Señor lo invita ahora a considerar esos «designios» desde la perspectiva divina, y no desde la visión humana, limitada y distorsionada.
En este contexto, se refiere ante todo al gobierno del universo y a la providencia divina.

Puesto que la sabiduría humana no basta para comprender la verdad sobre la providencia divina, fue necesario que la disputa previa [de Job y los amigos] se resolviera con la autoridad divina (…). Y así el Señor, en cuanto resolutor de la cuestión, recrimina a los amigos porque no juzgaban con rectitud a Job con su modo incorrecto de hablar y a Elihú por su determinación inconveniente.

#### A los versículos 4-15
La descripción de la tierra (vv. 4-7), del mar (vv. 8-11) y de la luz (vv. 12-15) presenta un alto contenido simbólico. La tierra aparece como una construcción majestuosa que despierta admiración en las criaturas celestiales. San Gregorio Magno interpreta esta imagen como figura de la Iglesia, amada por Dios, edificada sobre el fundamento de los Apóstoles y sostenida por Cristo, piedra angular; tanto la tierra como la Iglesia son motivo de asombro para los ángeles (*Moralia in Iob* 6,28,5-7,14-35). El mar, turbulento en alta mar, se describe amansado en la orilla (vv. 8-11), semejante a un niño inquieto que se tranquiliza al sentirse protegido y cubierto.

Las puertas de la Santa Iglesia, explica Gregorio Magno en sentido místico, podrán ser combatidas por las olas de la persecución, pero nunca podrán ser quebrantadas; la ola de la persecución podrá moverlas por fuera, pero nunca puede penetrar lo de dentro de su corazón. 

La luz del amanecer disipa las tinieblas (vv. 12-13), que son las aliadas de los delincuentes, como había confesado antes Job en el capítulo 24.

Los malhechores aman la noche, y encógense y desaparecen luego que el día amanece. Y por eso añade: Y sacudiste della los malvados, esto es, hiciste que se escondiesen huyendo, quitándoles con la luz del día el manto que los cubre de noche.

#### A los versículos 16-38
Los elementos descritos en esta sección, en gran parte enigmáticos para el hombre antiguo, dieron lugar con frecuencia a interpretaciones mitológicas. Se mencionan primero los misterios visibles en la tierra —mar, abismo, muerte, sombras, luz y tinieblas— (vv. 16-21); luego, los fenómenos atmosféricos —nieve, granizo, calor intenso, aguaceros, relámpagos, truenos, lluvias y hielo— (vv. 22-30); y finalmente, las constelaciones y cuerpos celestes (vv. 31-38). Todos ellos, desconocidos e incontrolables para el ser humano, son plenamente conocidos, dirigidos y ordenados por Dios. Constituyen así una muestra de su omnipotencia, por la cual creó todas las cosas con sabiduría y amor.

Creemos que esa omnipotencia es universal, porque Dios, que ha creado todo, rige todo y lo puede todo; es amorosa, porque Dios es nuestro Padre (cfr Mt 6,9); es misteriosa, porque sólo la fe puede descubrirla cuando «se manifiesta en la debilidad.

La lección subraya la necesidad de confiar en la soberanía de Dios y en la bondad de su providencia, incluso cuando resulte incomprensible cómo el sufrimiento humano y el mal se integran en su designio:

Creemos firmemente que Dios es el Señor del mundo y de la historia. Pero los caminos de su providencia nos son con frecuencia desconocidos. Sólo al final, cuando tenga fin nuestro conocimiento parcial, cuando veamos a Dios “cara a cara” (1 Co 13,12), nos serán plenamente conocidos los caminos por los cuales, incluso a través de los dramas del mal y del pecado, Dios habrá conducido su creación hasta el reposo de ese Sabbat (cfr Gn 2,2) definitivo, en vista del cual creó el cielo y la tierra.